# St. Peter (Merzig)

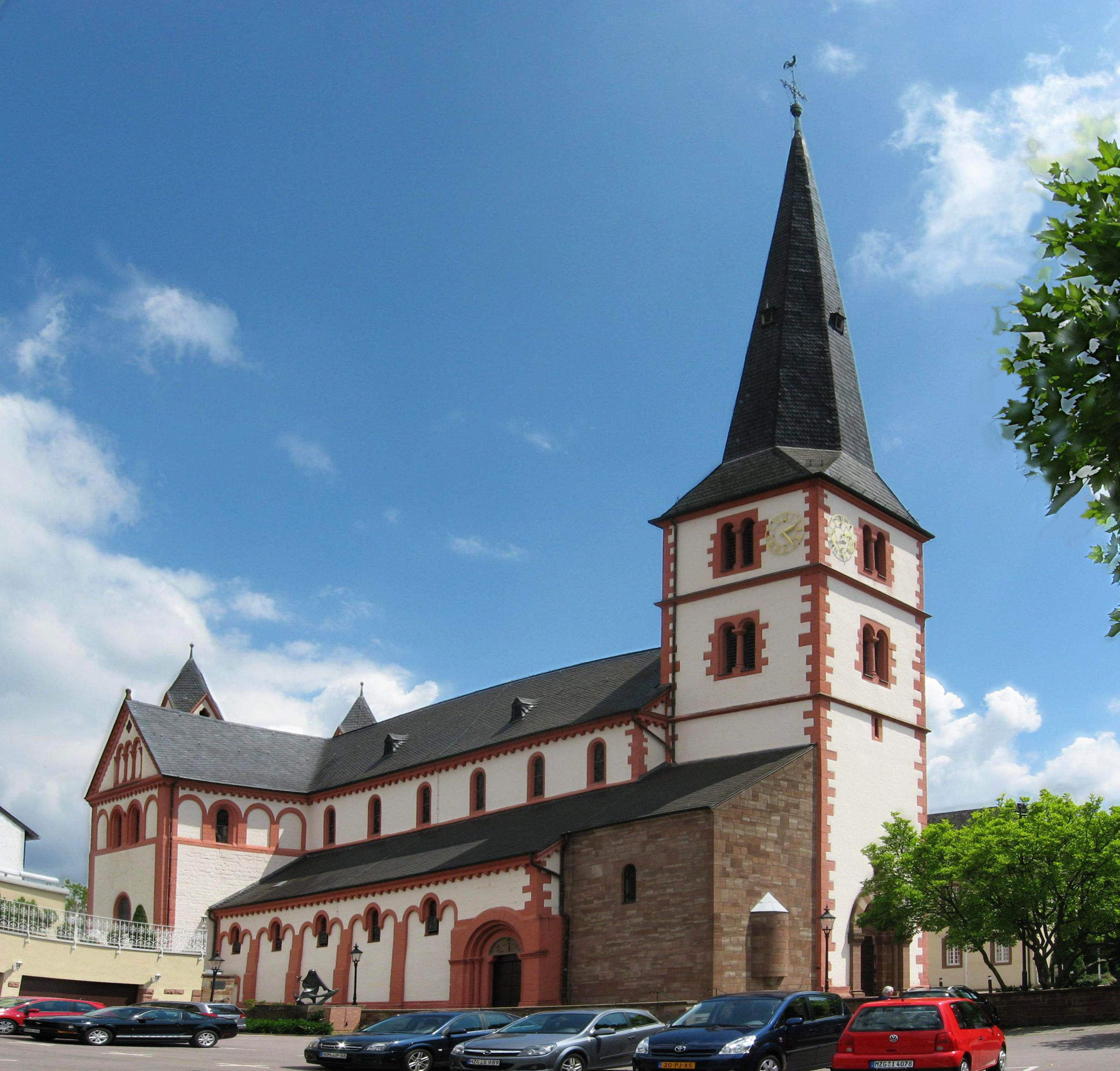
St. Peter von Nordwesten

St. Peter von Osten (um 1900)

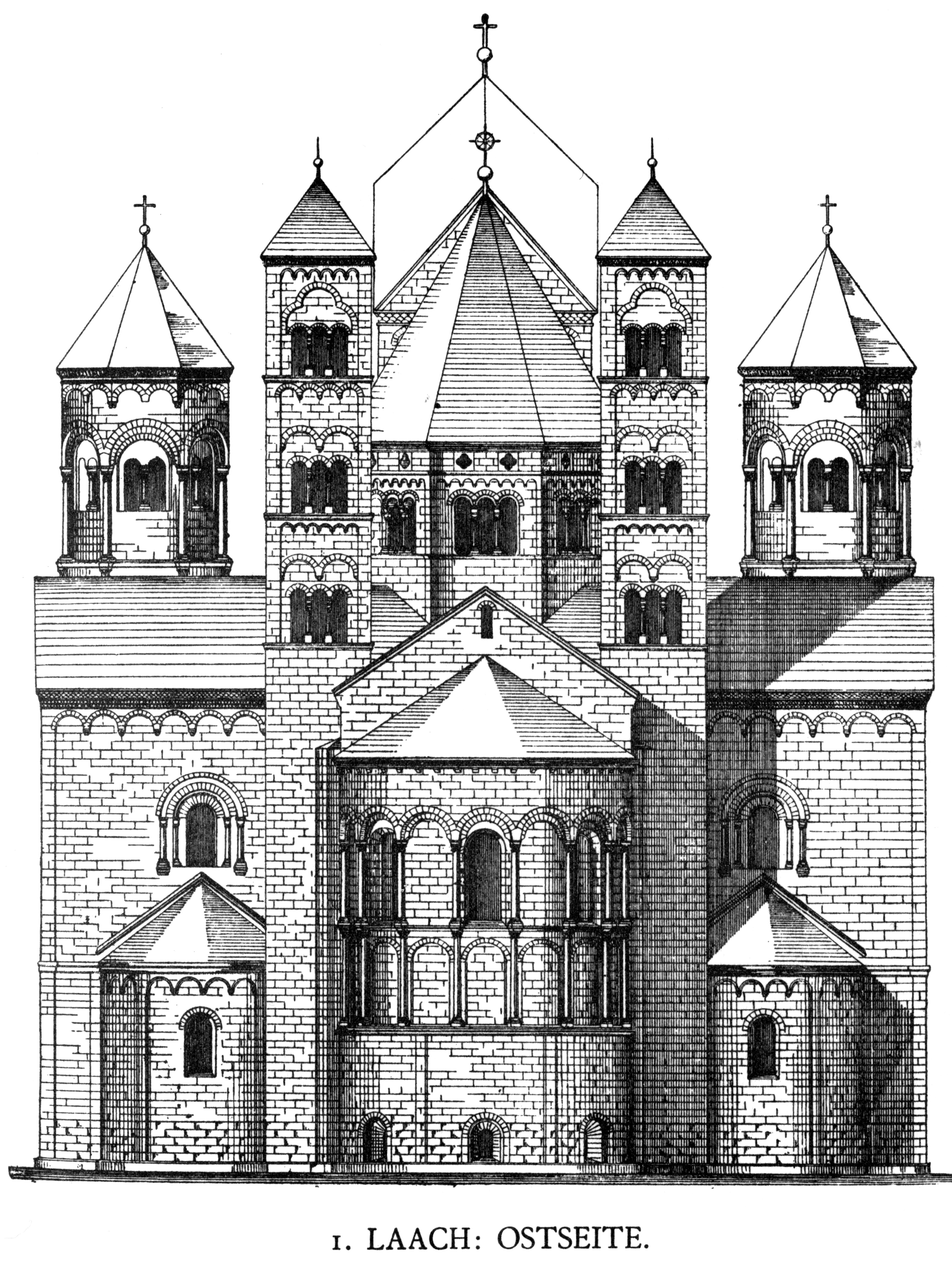
Zum Vergleich: Maria Laach

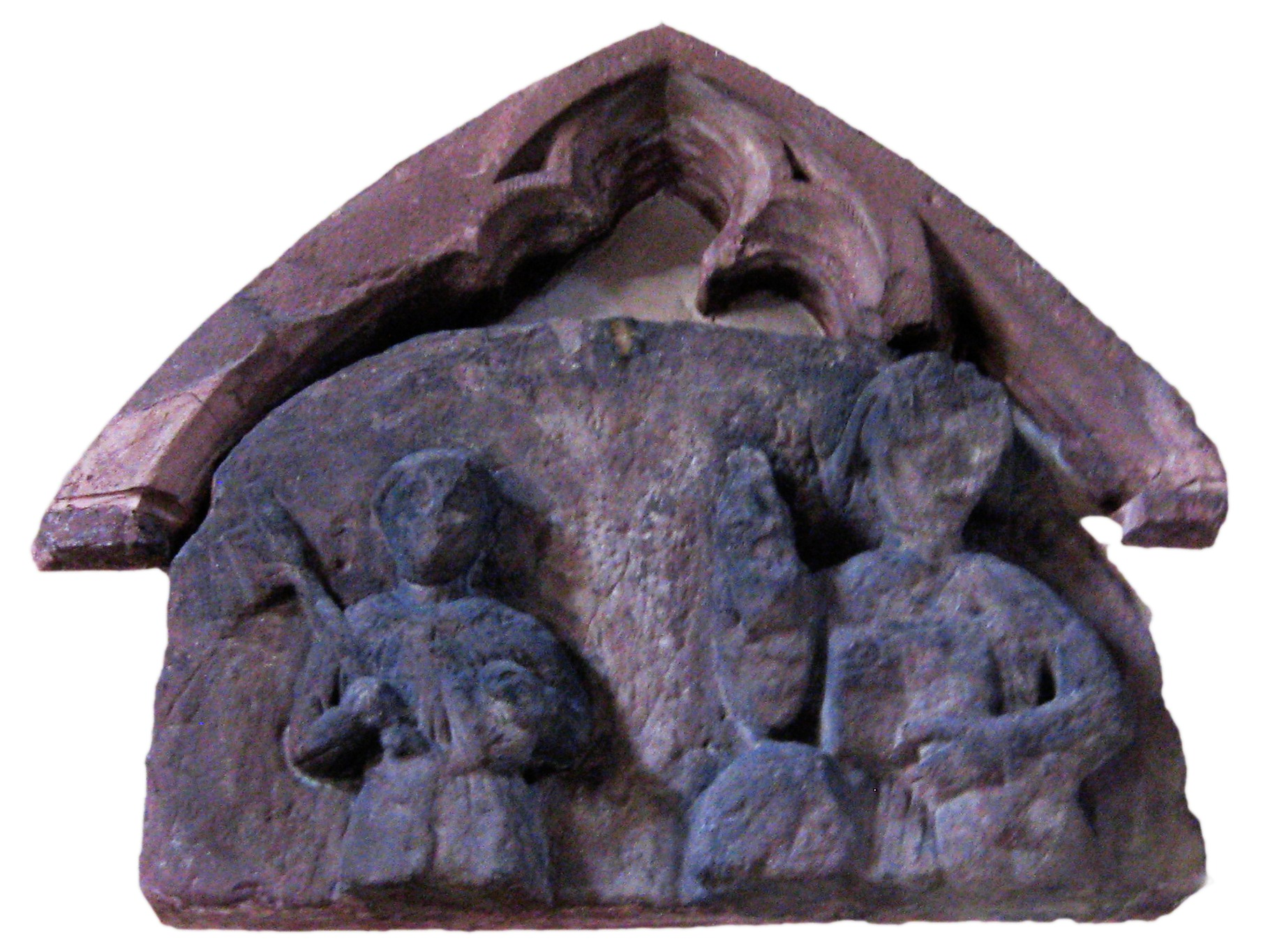
Türsturz

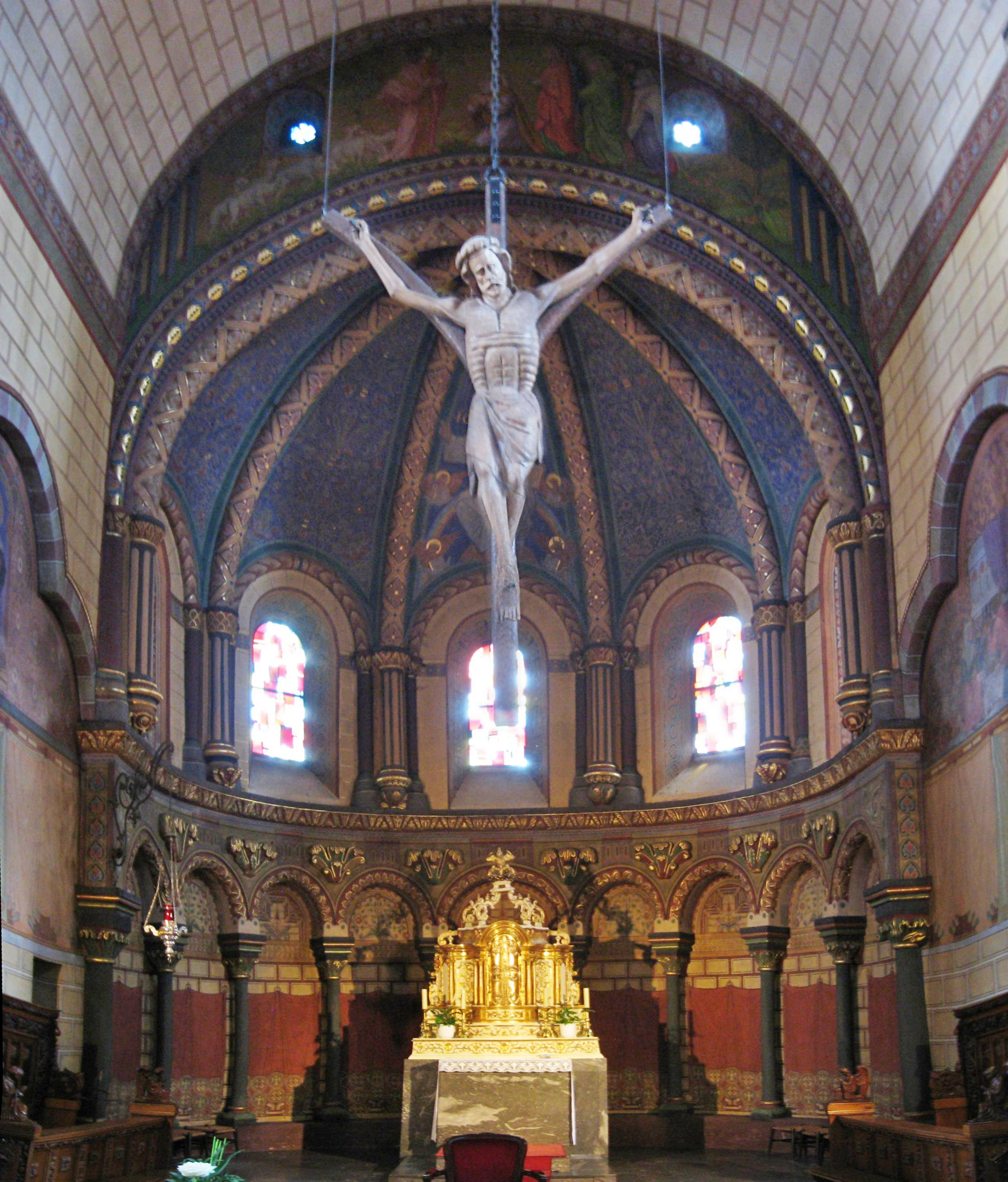
Gabelkreuz im Triumphbogen

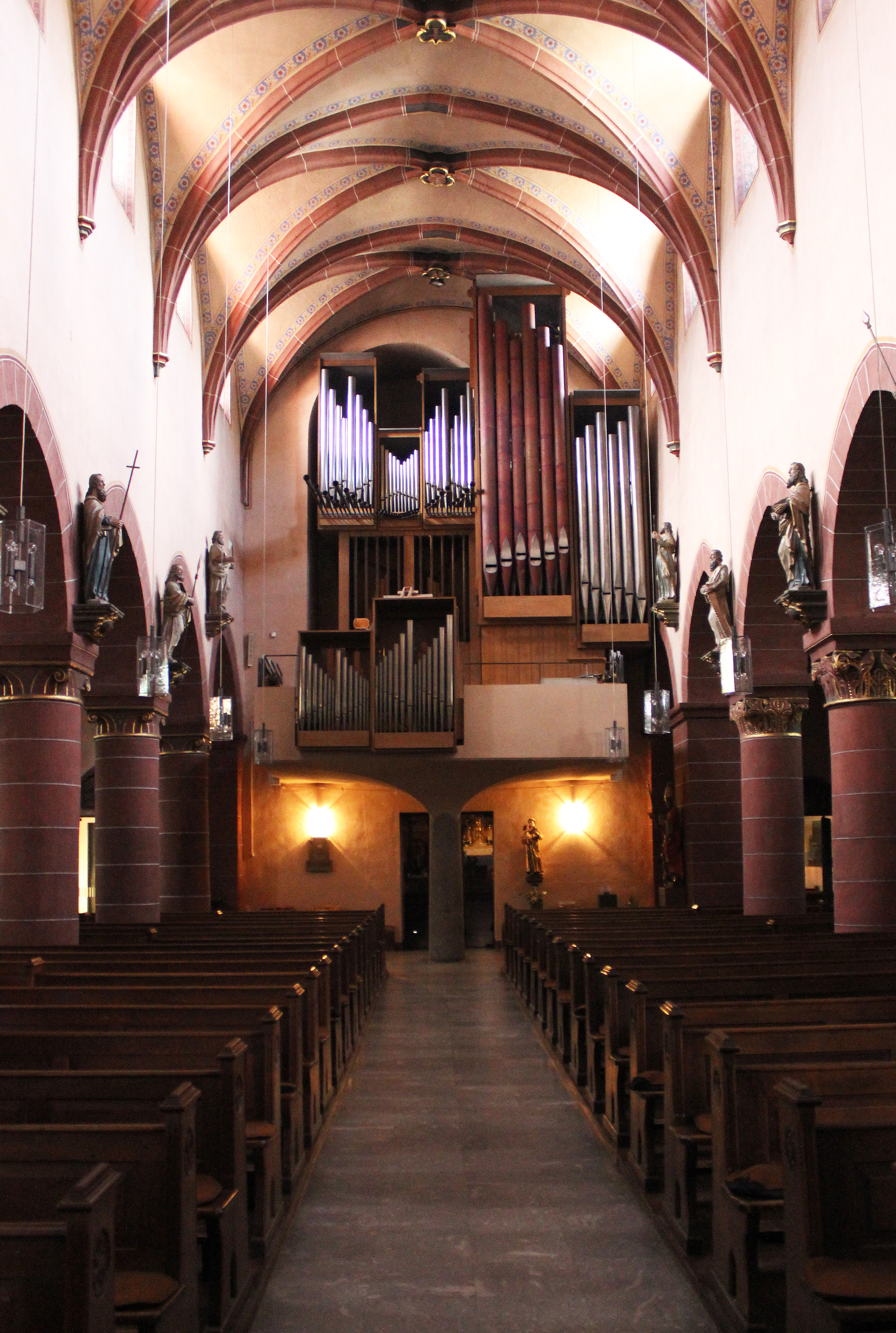
Blick zur Orgel

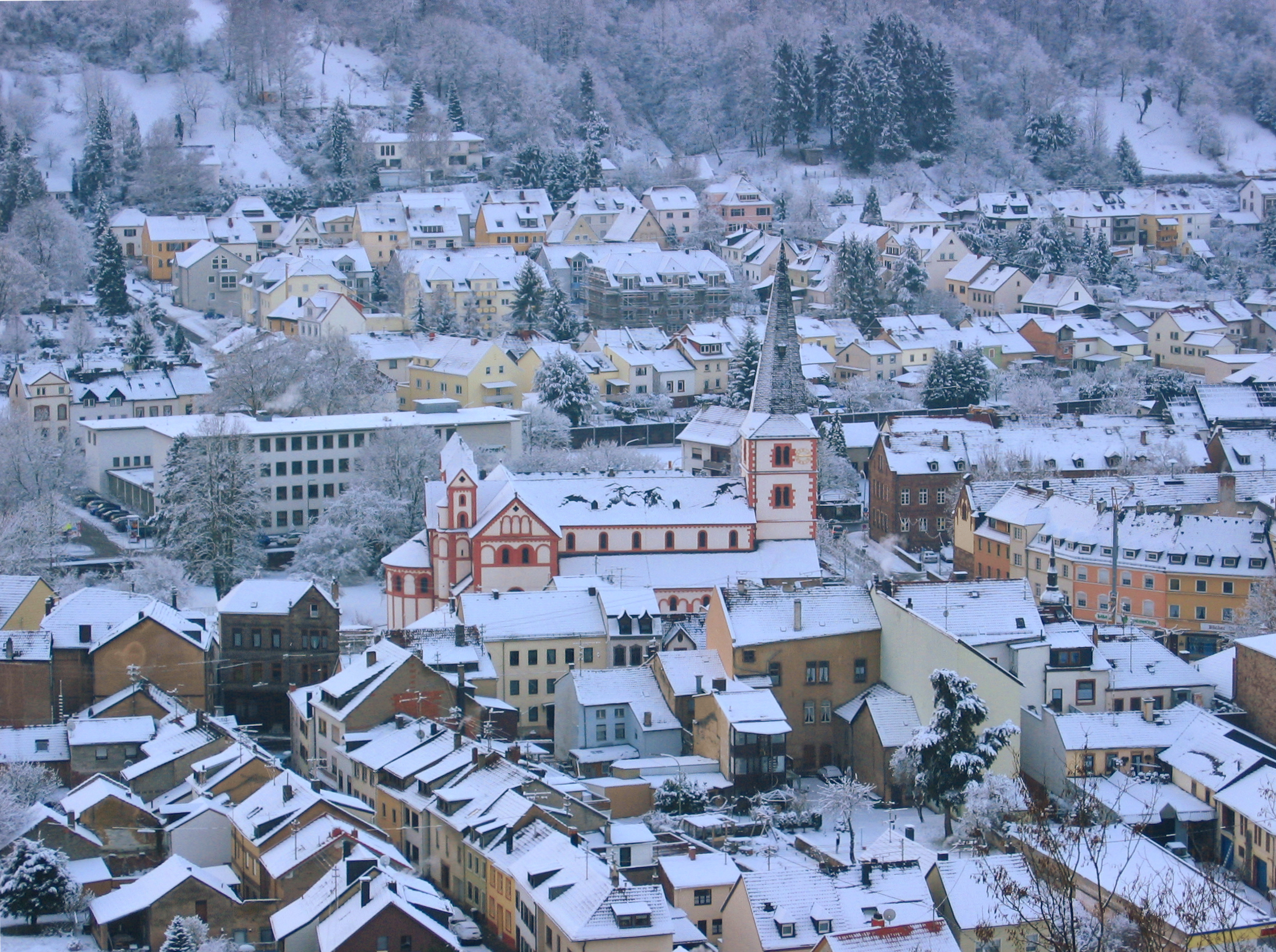
St. Peter von Norden

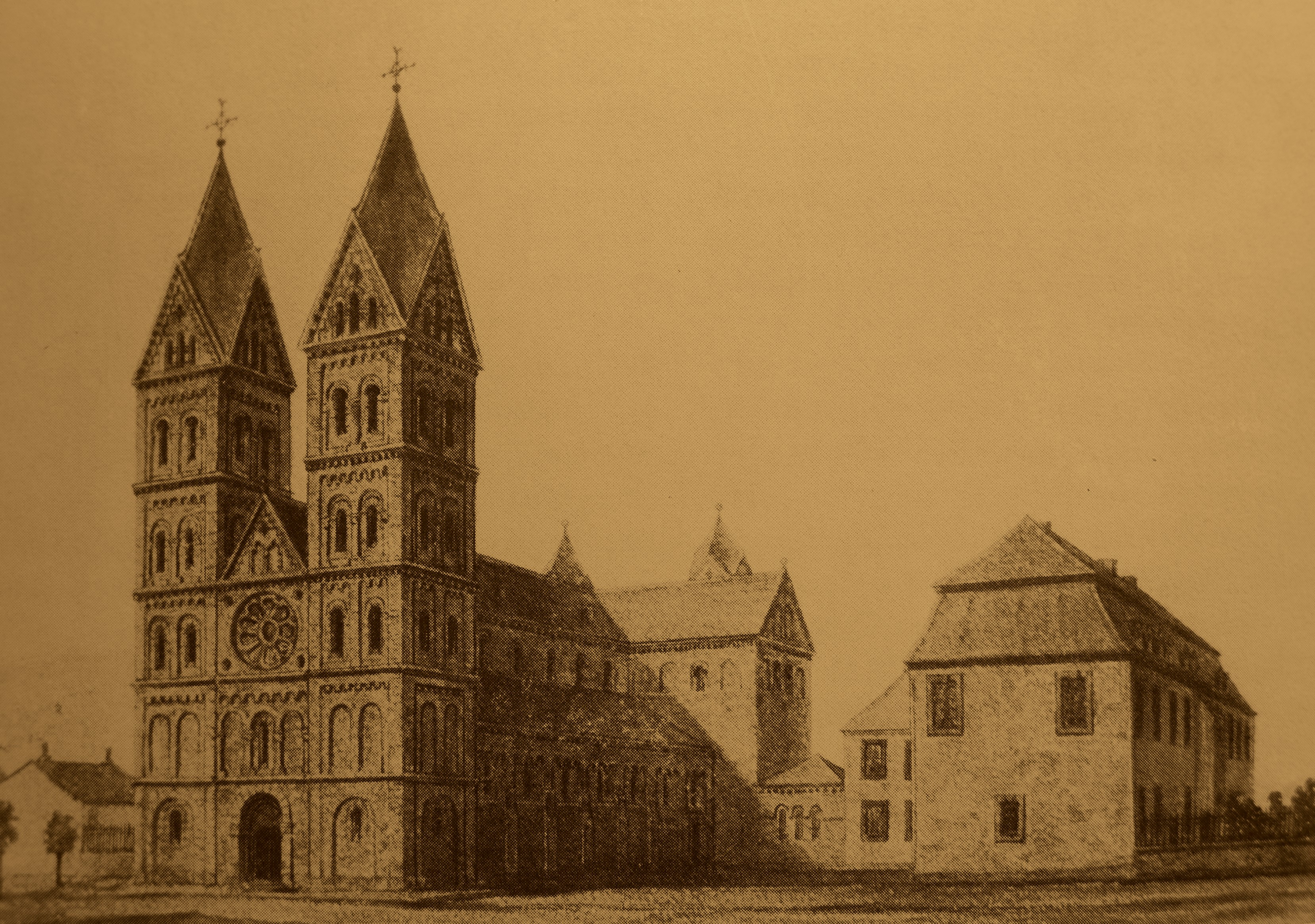
St. Peter in Merzig, Entwurf einer neoromanischen Zweiturmfassade nach dem Vorbild von Andernach, 1894, Architekt Brecht

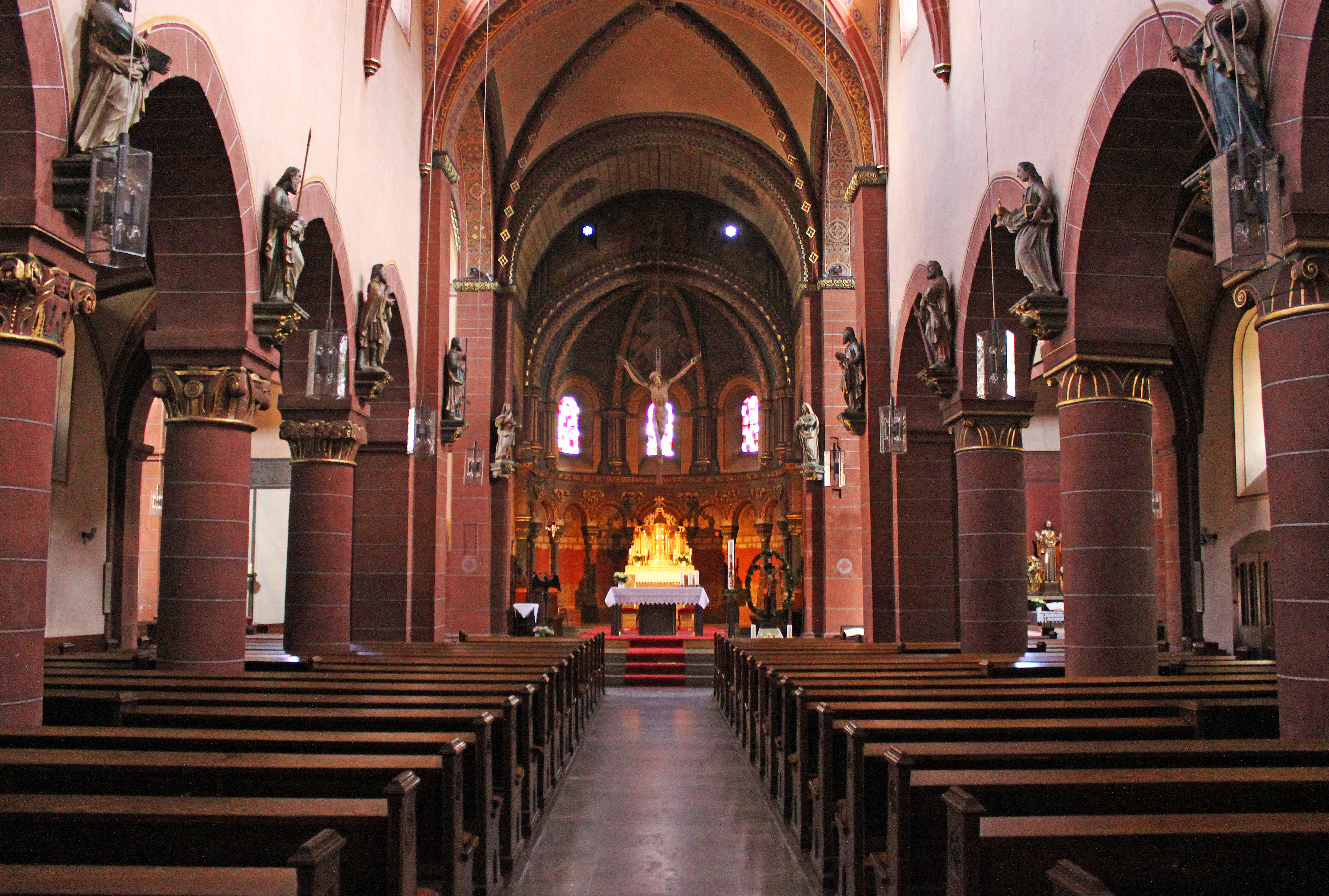
Blick nach Osten

St. Peter in Merzig (Kreis Merzig-Wadern) ist die größte erhaltene romanische Kirche des Saarlandes. Das Gotteshaus trägt das Patrozinium des Apostels Simon Petrus. In der Denkmalliste des Saarlandes ist das Kirchengebäude als Einzeldenkmal aufgeführt.

## Geschichte
Merzig ist einer der ältesten Orte des Saarlandes, ein römischer Vicus wurde von einem fränkischen Königshof abgelöst. Ende des 9. Jahrhunderts gelangte der Ort in den Besitz der Trierer Erzbischöfe. Die Klosterkirche St. Peter ist aber erst ab 1152 als ein von Springiersbach besiedeltes Augustinerchorherrenstift bezeugt. 1182 wurden das Kloster in ein Prämonstratenserpriorat umgewandelt, das von der Abtei Wadgassen besiedelt wurde. In dieser Zeit kam es zum völligen Neubau der Klosterkirche, im Wesentlichen der heute bestehende Bau.
Im Gefolge der völligen Zerstörung Merzigs durch die Truppen Herzog Karls I. des Kühnen von Burgund im Jahr 1475 erlitt die Kirche Schäden am Langhaus, die im gleichen Jahr behoben wurden, wobei es aber zu Veränderungen am Kirchenbau kam. Ende des 16. Jahrhunderts stürzte das Langhaus ein, wobei auch der Westturm beschädigt wurde. In den Jahren 1595 bis 1597 erfolgte der Wiederaufbau des Langhauses und die Restaurierung des Westturmes. Im Zeitraum von 1657 bis 1714 führten fünf Brände in Merzig zu Beschädigungen an St. Peter. Von 1714 bis 1725 wurde das Gotteshaus unter Einbeziehung der ursprünglichen Bausubstanz restauriert und der Westturm einer Erweiterung unterzogen. In einem Visitationsbericht von 1739 wurden die Chorflankentürme als „ruinös“ beschrieben, und im darauffolgenden Jahr als „dachlos“. Es kam daraufhin zur Abtragung der Türme bis auf die Traufhöhe des Querschiffs. Mitte des 18. Jahrhunderts erfolgten Umbaumaßnahmen, in deren Rahmen die gotischen Fenster durch romanische Rundbögen ersetzt wurden. 1760 kam es zu weiteren Umbauten: die Nordwand des Querschiffs erhielt ein großes Fenster und im Westen wurden die Seitenschiffe verkürzt. 1764 wurde die Kirche einer Restaurierung unterzogen. Laut Charta Topographica fehlten 1770 die Joche in den Seitenschiffen.
In der Französischen Revolution wurde das Kloster aufgehoben. In den Jahren 1887 bis 1898 erfolgte eine grundlegende Restaurierung, dabei wurde die Kirche im Inneren auch vollständig ausgemalt. Nach dem Zweiten Weltkrieg wurde die Ausmalung übertüncht, aber bei einer im Jahr 1985 abgeschlossenen Innenrenovierung in großen Teilen wiederhergestellt. Die Kirche ist heute Pfarrkirche des Seelsorgebezirks Merzig.

## Architektur
Die Anfang des 13. Jahrhunderts vollendete Klosterkirche ist ein Bau der Spätromanik. Sie gehört – einzigartig im Saarland – zu einer Gruppe von Bauten im Rheinland, im östlichen Belgien und in den Süd-Niederlanden, die von Kubach/Verbeek der „Rhein-Maas-Romanik“ zugeordnet werden.
Im Grundriss ist sie eine kreuzförmige dreischiffige Basilika mit Westturm, ursprünglich flach gedecktem Langhaus, gewölbtem Querhaus und Chor mit runder Apsis, Chorflankentürmen und Nebenapsiden. Vor allem in der Ostpartie ist eine Verwandtschaft zu Maria Laach und Knechtsteden offenkundig, der wesentliche Unterschied ist das Fehlen eines Vierungsturms. Eine Merziger Eigenheit sind die den Chorflankentürmen angesetzten runden Treppentürmchen, die in ihrer oberen Partie wie schlanke Apsiden erscheinen.
Die Ostpartie ist im Außenbau reich gegliedert durch Schachbrettfriese, Lisenen und Blendbögen, Kleeblattarkaden auf Säulchen am Giebeldreieck des Vorchores, eigentümliche schwalbenförmige Fensteröffnungen an den Dachgiebeln der Chorflankentürme, am Vorchorgiebel und den Querhausfenstern, insgesamt charakteristisch für die sogenannte „Rhein-Maas-Romanik“, die Büschel stilisierten Blattwerks in den Zwickeln der Apsis-Bögen verweisen jedoch auf lothringisch-Metzer Vorbilder.
Das Langhaus ist in der Hochwand ungegliedert, an den Seitenschiffen durch die Fenster überhöhte Dreier-Arkaturen und wenig vorspringenden Strebepfeiler.
Die Westpartie ist gänzlich neuzeitlich. Der durch seine gedoppelten Schallarkaden romanisch anmutende Turm stammt aus dem 18. Jahrhundert. Die aufgrund einer Zeichnung des 17. Jahrhunderts angenommene These einer Doppelturmfassade ließ sich durch archäologische Untersuchungen von 1963 nicht bestätigen (die zwei Türme auf der Zeichnung markieren wohl die Chorflankentürme), vielmehr bestand offenbar immer ein Westturm.
Im Inneren war das Langhaus im Mittelschiff ursprünglich flachgedeckt. Zu den Seitenschiffen öffnen sich leicht spitzbogige Arkaden auf massiven Rundpfeilern. Durch diese Säulenreihen entsteht ein gewaltiger Raumeindruck. Dass das Mittelschiff auf Säulenpfeilern ruht ist selten in der romanischen Architektur im Rheinland. Man kann hier von einem „Ravenna an der Saar“ sprechen, wie man es analog auch bei St. Georg in Köln tut. Die Gewölbe wurden nach einem bezeugten Brand im 15. Jahrhundert eingezogen und sind mit der Stiftskirche in Marsal vergleichbar.
Querhaus und Vierung sind kreuzrippengewölbt, der Vorchor mit Tonnengewölbe ausgestattet. Die Apsis ist durch Blendarkaden über Säulenbündeln mit Halbkuppelgewölbe mit zehn Rippen (vgl. Domchor von Trier) reich gegliedert. Im südlichen Querhaus befindet sich ein Türsturz aus dem 12. Jahrhundert, vermutlich vom Vorgängerbau.

## Ausstattung
Zur Ausstattung der Kirche gehört ein überlebensgroßes hochmittelalterliches Gabelkreuz im Triumphbogen, entstanden um 1300 (Arme und Kreuz 1959 ergänzt). Im 14. Jahrhundert erfolgte wahrscheinlich eine Überarbeitung.
Weitere Ausstattungsgegenstände sind um 1700 entstandene barocke Sandsteinfiguren von Christus und den 12 Aposteln, die 1966 von ihrem ursprünglichen Platz im Mittelschiff in die Querhausarme versetzt wurden. 1984/85 erfolgte die Rückversetzung der Apostelfiguren in die Mittelschiffobergaden.
In der Kapelle des nördlichen Chorwinkelturmes befindet sich eine Beweinungsgruppe aus dem 17. Jahrhundert, in der Marienkapelle im Westen eine Marienfigur des 18. Jahrhunderts, im Nordflügel des Querhauses ein um 1700 entstandenes Wanddrehtaufbecken mit der Taufe Christi. Ferner befinden sich in der Kirche ein um 1750 geschaffener zierlicher Rokoko-Hochaltar des Bildhauers Balthasar Ferdinand Ganal (Saarlouis), eine Pietà aus dem 17. Jahrhundert, sowie 14 geschnitzte Kreuzwegstationen von 1961 nach Entwürfen des Architekten und Glasmaler György Lehoczky (Saarbrücken).

## Glocken
Im Jahr 1954 goss die Saarlouiser Glockengießerei in Saarlouis-Fraulautern, die von Karl (III) Otto von der Glockengießerei Otto in Bremen-Hemelingen und dem Saarländer Alois Riewer 1953 gegründet worden war, für St. Peter drei Bronzeglocken mit den Tönen: c′ – as′ – b′. Nachdem die Saarlouiser Glockengießerei Ende 1960 ihren Betrieb eingestellt hatte, lieferte die Ottosche Glockengießerei aus Bremen-Hemelingen in 1966 noch zwei weitere Glocken (b0 – g′). Die Otto-Glocken haben folgende Schlagtöne: b0 – c′ – g′ – as′ – b′. Die Glocken haben folgende Durchmesser: 1839 mm, 1651 mm, 1093 mm, 1030 mm, 927 mm und wiegen: 3400 kg, 3025 kg, 750 kg, 700 kg, 525 kg.

## Orgel
Die Orgel auf der kleinen Empore im Westchor wurde 1960 von der Orgelbaufirma Johannes Klais (Bonn) erbaut. Das Instrument hat 35 Register (Schleifladen) auf drei Manualen und Pedal. Die Spieltrakturen sind mechanisch, die Registertrakturen elektrisch. Den Prospekt des Rückpositives bildet die seltene Venezianerflöte.
| I Rückpositiv C–g3 |                 |       |
| 1.                 | Quintade        | 8′    |
| 2.                 | Holzgedackt     | 8′    |
| 3.                 | Venezianerflöte | 4′    |
| 4.                 | Principal       | 2′    |
| 5.                 | Sifflöte        | 1 ⁄3′ |
| 6.                 | Cymbel III      |       |
| 7.                 | Musette         | 8′    |
|                    | Tremulant       |       |

| II Hauptwerk C–g3 |                    |       |
| 8.                | Pommer             | 16′   |
| 9.                | Principal          | 8′    |
| 10.               | Rohrflöte          | 8′    |
| 11.               | Octav              | 4′    |
| 12.               | Spitzflöte         | 4′    |
| 13.               | Quinte             | 2 ⁄3′ |
| 14.               | Superoctav         | 2′    |
| 15.               | Mixtur IV-VI       |       |
| 16.               | Spanische Trompete | 8′    |
|                   | Tremulant          |       |

| III Schwellwerk C–g3 |                 |        |
| 17.                  | Holzflöte       | 8′     |
| 18.                  | Gemshorn        | 8′     |
| 19.                  | Principal       | 4′     |
| 20.                  | Schweizerpfeife | 4′     |
| 21.                  | Waldflöte       | 2′     |
| 22.                  | Terz            | 1 3⁄5′ |
| 23.                  | Octävchen       | 1′     |
| 24.                  | Scharff IV-V    |        |
| 25.                  | Dulcian         | 16′    |
| 26.                  | Schalmey-Oboe   | 8′     |

| Pedalwerk C–f1 |               |     |
| 27.            | Principal     | 16′ |
| 28.            | Subbaß        | 16′ |
| 29.            | Octav         | 8′  |
| 30.            | Rohrgedackt   | 8′  |
| 31.            | Choralflöte   | 4′  |
| 32.            | Nachthorn     | 2′  |
| 33.            | Hintersatz IV | 2′  |
| 34.            | Posaune       | 16′ |
| 35.            | Trompete      | 8′  |

- Koppeln: I/II, III/I, III/II, I/P, II/P, III/P
- Spielhilfen: Zwei freie Kombinationen, eine freie Pedalumschaltung

## Umgebung und ehemalige Kirche St. Walburga
Nördlich der Stiftskirche bestand lange Zeit die Pfarrkirche St. Walpurgis, die im 16. Jahrhundert erstmals erwähnt wurde, wahrscheinlich jedoch wesentlich älter war. In den Jahren 2013 und 2014 hat die Stadt Merzig umfangreiche Baumaßnahmen auf dem Kirchplatz durchgeführt, die durch archäologische Grabungen begleitet wurden. Dabei konnten, wie erwartet, Fundamente einer der dem Patrozinium der hl. Walburga unterstellten Kirche freigelegt werden. Merzig hatte also zeitweise zwei bedeutende romanische Kirchen direkt nebeneinander stehen. St Walburga war ein Vier-Konchen-Bau mit einem quadratischen Mittelteil, an dem vier halbrunde Apsiden/Konchen angesetzt waren. Über dem Mittelquadrat hat sich ein Turm erhoben, der das Merziger Stadtbild damals mit dominiert hat. Im Zuge der Erdarbeiten fand man stellenweise bis zu drei Schichten aus Sand- und Bruchsteinen, aber stellenweise nur noch die Sohle der Fundamentgrube.
Der Grundriss hat einen Durchmesser von fast 14 Metern bei Wandstärken von rund 1,2 Metern. Nachdem der Pfarrgottesdienst 1725 nach St. Peter verlegt worden war, wurde St. Walpurgis 1752 abgebrochen. Auf dem Kirchplatz ist der Grundriss der Kirche durch Sandsteinplatten sichtbar rekonstruiert worden. Eine 1964 errichtete Bronzeskulptur von Werner Bauer auf dem Platz stellt die Heilige Walburga dar.
Im Osten steht die Marienkapelle, ein kleiner klassizistischer Saalbau mit Säulenportikus vom Beginn des 19. Jahrhunderts.